# Shimlames
Shimlames (Periparus rufonuchalis) är en bergslevande asiatisk fågel i familjen mesar inom ordningen tättingar.

## Utseende
Shimlamesen är en medelstor till stor mes, störst i sitt släkte med en kroppslängd på 13 cm. Den ger ett mörkt intryck, med kort spetsig tofs och lysande vita kinder. Karakteristiskt är kombinationen av grå buk och mycket utbredd svart haklapp, ner på övre buken. Den har rostfärgat inslag i nacken, på undergumpen och kring vingknogen.

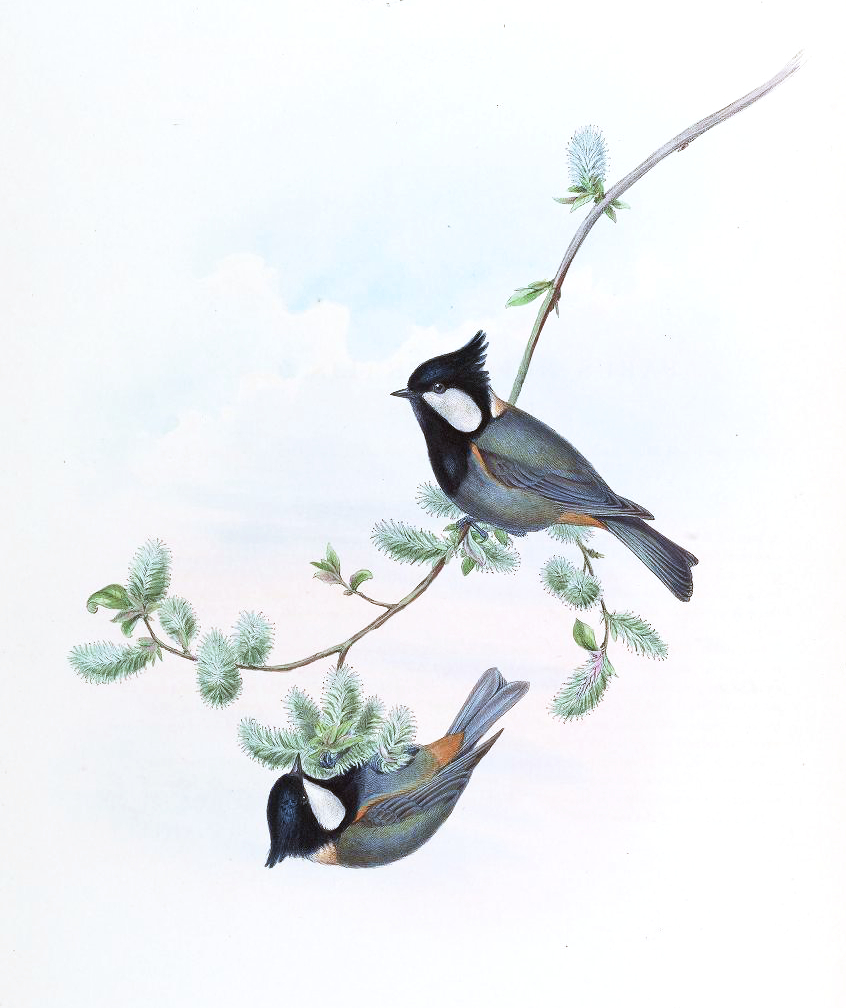

## Utbredning och systematik
Shimlamesen återfinns i ek- och rhododendronskogar från Turkestan till västra Kina och Nepal. Den behandlas som monotypisk, det vill säga att den inte delas in i några underarter. Den har tidigare behandlats som samma art som sherpamesen (P. rubidiventis), men de är lokalt syntopiska.

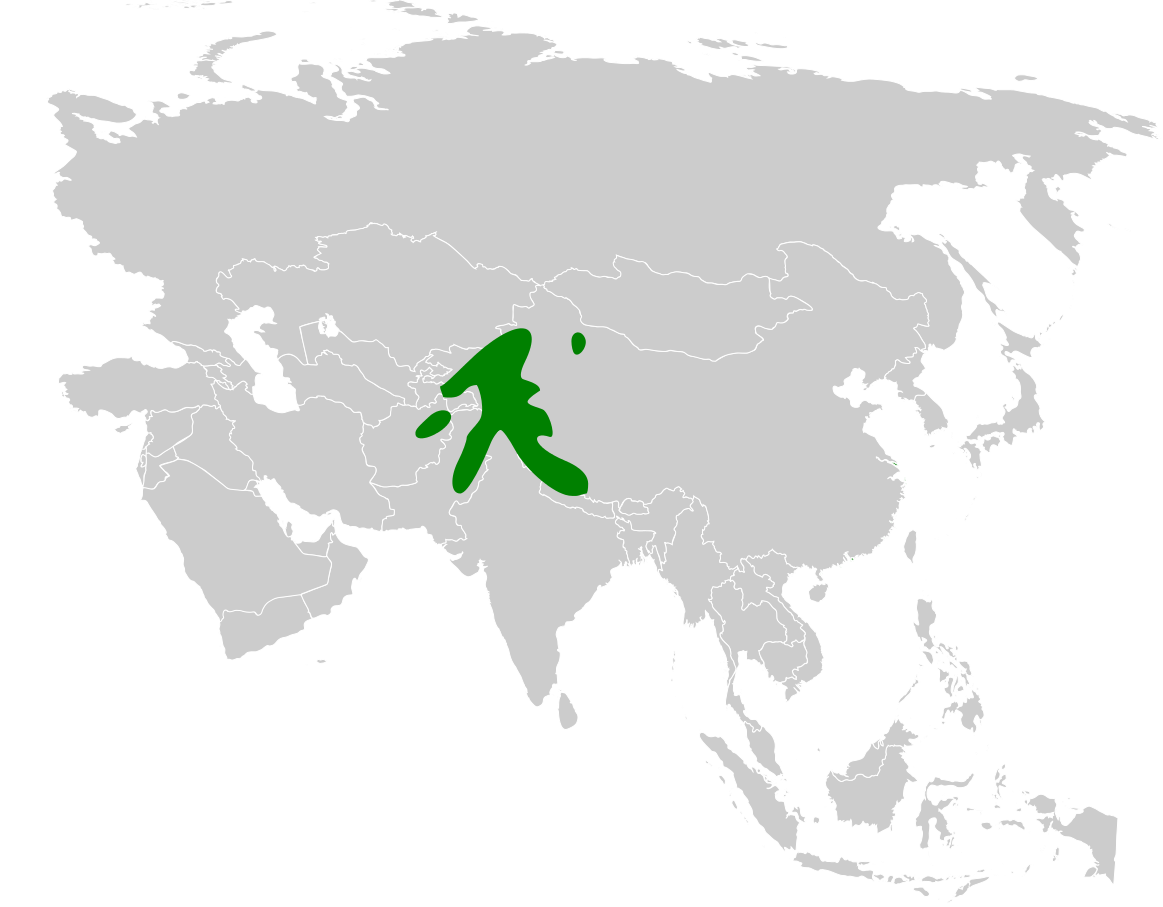
Shimlamesens utbredningsområde.

### Släktestillhörighet
Arten placerade tidigare i det stora messläktet Parus. Data från jämförande studier av DNA och morfologi visade att en uppdelning av släktet bättre beskriver mesfåglarnas släktskap varför de flesta auktoriteter idag behandlar Periparus som ett distinkt släkte. I släktet ingår idag förutom shimlamesen även sherpames och svartmes, ibland även de östasiatiska arterna i Pardaliparus.

## Levnadssätt
Shimlamesen förekommer i bergsbelägna barrskogar, på mellan 1200 och 4000 meters höjd. Den är huvudsakligen stannfågel och verkar tolerera mycket låga temperaturer, men vissa rör sig till lägre nivåer vintertid. Fågeln lever av små ryggradslösa djur, frön och bär. Den häckar monogamt mellan april och juli. Ungarna matas enbart med insekter och insektslarver.

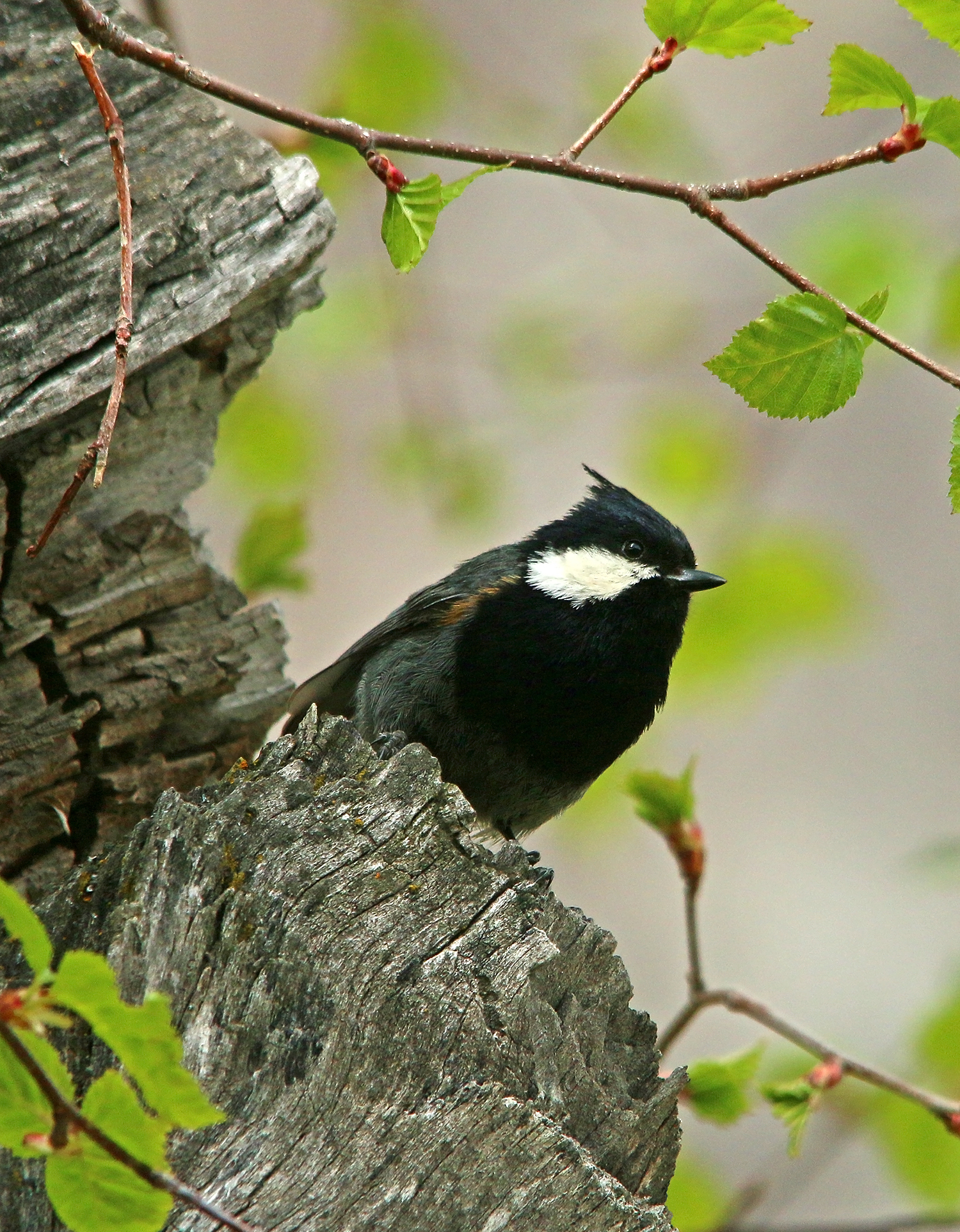

## Status och hot
Arten har ett stort utbredningsområde, men tros minska i antal, dock inte tillräckligt kraftigt för att den ska betraktas som hotad. Internationella naturvårdsunionen IUCN listar arten som livskraftig (LC). Världspopulationen har inte uppskattats men den beskrivs som lokalt vanlig, ganska vanlig i Nepal och mindre vanlig i nordvästra Kina.

## Namn
Shimla är den indiska delstaten Himachal Pradeshs huvudstad. Den har på svenska även kallats västlig simlames.